# Valdas Dambrauskas
Valdas Dambrauskas (Pakruojis, 7. siječnja 1977.), litavski je nogometni trener. Trenutačno je trener azerbajdžanskog Sabaha.

## Trenerska karijera

### Gorica
Dana 25. veljače 2020. godine, postao je trenerom hrvatskoga prvoligaša Gorice, s kojim je u hrvatskome prvenstvu završio na šestom mjestu u sezoni 2019./20.

### Ludogorec Razgrad
Dana 3. siječnja 2021. godine sa sportskim direktorom Mindaugasom Nikoličiusom napustio je Goricu i potpisao s bugarskim prvakom Ludogorecom. U listopadu 2021. godine, Dambrauskas je nakon poraza od Crvene zvezde napustio klupu Ludogoreca.

### Hajduk Split
Dana 2. studenoga 2021. godine Dambrauskas postao je trener splitskoga Hajduka. Sezonu 2021./22. Hajduk je završio na drugom mjestu i nakon devet godina osvojio kup.

## Priznanja

### Klupska
Žalgiris
- A lyga (2): 2015., 2016.
- Litavski nogometni kup (3): 2014./15., 2015./16., 2016./17.
- Litavski nogometni superkup (3): 2015., 2016., 2017.

RFS
- Latvijski nogometni kup (1): 2019.

Ludogorec Razgrad
- Bugarska nogometna liga (1): 2020./21.

Hajduk Split
- Hrvatski nogometni kup (1): 2021./22.

### Individualna
- Litavski trener godine (3): 2016., 2020., 2021.

## Vanjske poveznice
- Profil, Transfermarkt